# سولفامتومیدین
سولفامتومیدین (به انگلیسی: Sulfametomidine یا Sulfamethomidine) یک داروی ضد باکتری از دسته سولفونامیدها است.